# Marcgravia polyadenia
Marcgravia polyadenia là một loài thực vật thuộc họ Marcgraviaceae. Đây là loài đặc hữu của Ecuador. Môi trường sống tự nhiên của chúng là rừng ẩm vùng đất thấp nhiệt đới hoặc cận nhiệt đới.